# Nong Saeng, Udon Thani (huyện)
Nong Saeng (tiếng Thái: หนองแสง) là một huyện (amphoe) của tỉnh Udon Thani, đông bắc Thái Lan.

## Địa lý
Các huyện giáp ranh (từ phía tây theo chiều kim đồng hồ) là: Nong Wua So, Mueang Udon Thani, Kumphawapi và Non Sa-at của tỉnh Udon Thani, và Khao Suan Kwang của tỉnh Khon Kaen.

## Lịch sử
Khu vực huyện ngày nay ban đầu thuộc của Kumphawapi. Đơn vị này đã được lập làm một tiểu huyện (king amphoe) ngày 1 tháng 1 năm 1981, lúc đó gồm 2 tambon với 27 làng. Trụ sở huyện đã được đặt ở làng số 3 của tambon Nong Saeng vào ngày 1 tháng 1 năm 1983.

## Hành chính
Huyện này được chia thành 4 phó huyện (tambon), các đơn vị này lại được chia ra thành 38 làng (muban). Saeng Sawang là một thị trấn (thesaban tambon) nằm trên một phần của tambon Saeng Sawang. Có 4 Tổ chức hành chính tambon.
| STT. | Tên          | Tên Thái | Số làng | Dân số |  |
| ---- | ------------ | -------- | ------- | ------ |  |
| 1.   | Nong Saeng   | หนองแสง  | 8       | 4.461  |  |
| 2.   | Saeng Sawang | แสงสว่าง  | 8       | 7.157  |  |
| 3.   | Na Di        | นาดี      | 11      | 6.305  |  |
| 4.   | Thap Kung    | ทับกุง     | 11      | 7.879  |  |